# قائمة الاجتياحات الكاملة للميداليات في الألعاب البارالمبية
الصيغة التالية تعرض قائمة الاجتياحات الكاملة للميداليات في الألعاب البارالمبية. يُقصد باجتياح الميداليات، والمعروف أيضًا باسم اجتياح منصة التتويج، أن يفوز فريق واحد بجميع الميداليات المتاحة في منافسة واحدة. تُعد هذه الظاهرة نادرة، وغالبًا ما تحدث في ألعاب القوى، وركوب الدراجات، والسباحة ضمن الألعاب البارالمبية الصيفية. منذ انطلاق الألعاب البارالمبية عام 1960، وقع 79 اجتياحًا لمنصة التتويج (حتى الألعاب البارالمبية الصيفية 2020).

## الرماية
كانت هناك مناسبة واحدة شهدت اكتساحًا لمنصة التتويج في الرماية.
| دورة الألعاب البارالمبية | الحدث                   | البلد                 | ذهبية          | فضية           | برونزية       |
| ------------------------ | ----------------------- | --------------------- | -------------- | -------------- | ------------- |
| 2012 لندن                | فردي رجال قوس مركب وقوف | روسيا (RUS)           | تيمور توتشينوف | أوليغ شيستاكوف | ميخائيل أويون |
| 2016 ريو دي جانيرو       | فردي سيدات مركب W1      | بريطانيا العظمى (GBR) | جيسيكا ستريتون | جو فريث        | فيكي جنكينز   |

## ألعاب القوى
هناك 26 اكتساحًا لمنصات التتويج في ألعاب القوى في دورة الألعاب البارالمبية.
| دورة الألعاب البارالمبية  | الحدث                                | البلد                  | ذهبية                                         | فضية                                 | برونزية                          |
| ------------------------- | ------------------------------------ | ---------------------- | --------------------------------------------- | ------------------------------------ | -------------------------------- |
| 1960 روما                 | دفع الجلة سيدات A                    | إيطاليا (ITA)          | ماريا سكوتي 4.18 م                            | آنا ماريا غالمبرتي 3.70 م            | آنا ماريا توسو 3.17 م            |
| 1964 طوكيو                | سباق الكراسي المتحركة للرجال تحت T10 | الولايات المتحدة (USA) | رون ستاين                                     | تيم هاريس                            | ريتشارد ميلر                     |
| 1968 تل أبيب              | تزلج متعرج رجال C                    | اليابان (JPN)          | هيساشي فوروكاوا 1:01.50                       | ميكيو إيغاوا 1:03.20                 | تيرويوشي تسوتشيا 1:04.40         |
| 1968 تل أبيب              | 60 متر كرسي متحرك A                  | الولايات المتحدة (USA) | كارول غايس                                    | كيرن                                 | كورنيت                           |
| 1968 تل أبيب              | رمي الهراوة سيدات D                  | إسرائيل (ISR)          | زيبورا روبين-روزنباوم 27.44 م                 | باتيا ميشاني 23.93 م                 | شوشانا شارابي 21.06 م            |
| 1976 تورونتو              | رمي القرص رجال C                     | ألمانيا الغربية (FRG)  | هانز جوزيفياك 37.13 م                         | ديتر بيلز 35.99 م                    | إي. كوهنل 35.13 م                |
| 1976 تورونتو              | رمي القرص رجال D1                    | الولايات المتحدة (USA) | جون جيروم 27.16 م                             | جيه. بيهان 24.61 م                   | كيرت برينكمان 24.42 م            |
| 1976 تورونتو              | دفع الجلة رجال C                     | ألمانيا الغربية (FRG)  | جون جيروم                                     | جيه. بيهان                           | إم. جونسون                       |
| 1976 تورونتو              | رمي الرمح رجال D1 C                  | الولايات المتحدة (USA) | ديتر بيلز 13.39 م                             | إي. كوهنل 13.22 م                    | هانز جوزيفياك 12.90 م            |
| 1976 تورونتو              | الخماسي سيدات A                      | كندا (CAN)             | جيه. باكويت 3786 نقطة                         | بي. ستانجر 3274 نقطة                 | تي. ستيفنسون 3208 نقطة           |
| 1980 آرنهم                | 400 متر رجال D1 كراسي متحركة         | الولايات المتحدة (USA) | كيرت برينكمان 1:13.05                         | جيم مارتنسون 1:13.61                 | جيه. فينش 1:19.89                |
| 1980 آرنهم                | 60 متر سيدات A                       | الولايات المتحدة (USA) | كارميلا لوفيت 9.08 ثانية                      | لو كيلر 9.20 ثانية                   | ميليسا ريكيتس 9.23 ثانية         |
| 1984 ستوك ماندفيل/نيويورك | 100 متر رجال C5                      | الولايات المتحدة (USA) | جون ساكو 22.96 ثانية                          | دين هول 23.66 ثانية                  | مارك كيمب 25.92 ثانية            |
| 1984 ستوك ماندفيل/نيويورك | رمي الهراوة سيدات C3                 | بريطانيا العظمى (GBR)  | آيلين هاربر 12.38 م                           | آن تروتمان 12.04 م                   | ليندا فايف 9.55 م                |
| 1988 سول                  | 200 متر رجال C4-5                    | كندا (CAN)             | روبرت إيستون 37.98 ثانية                      | جينو فنديتي 38.61 ثانية              | مايكل جونر 40.33 ثانية           |
| 1988 سول                  | 400 متر رجال 1A                      | ألمانيا (GER)          | غونتر أوبيرت                                  | هانز لوبرينغ                         | هاينريش كوبرلي                   |
| 1988 سول                  | 800 متر رجال 1A                      | ألمانيا الغربية (FRG)  | غونتر أوبيرت 3:01.09                          | هانز لوبرينغ 3:01.39                 | هاينريش كوبرلي 3:08.88           |
| 1988 سول                  | 5000 متر رجال 1A                     | ألمانيا الغربية (FRG)  | هاينريش كوبرلي 19:23.38                       | هانز لوبرينغ 21:15.52                | غونتر أوبيرت 22:13.63            |
| 1988 سول                  | تزلج متعرج رجال 3                    | اليابان (JPN)          | سيجي هاياسا 1:54.20                           | تاكاو إيشي 1:56.20                   | تاكيشي إواساكي 2:00.20           |
| 1988 سول                  | رمي المسافة رجال C1                  | كوريا الجنوبية (KOR)   | كيونغ هو كو                                   | كيونغ هو لي                          | جي هوان يون                      |
| 1992 برشلونة              | 200 متر رجال C3-4                    | الولايات المتحدة (USA) | دافيد لارسون 31.60 ثانية                      | روس ديفيس 32.28 ثانية                | كريستوفر ريدجواي 34.70 ثانية     |
| 1992 برشلونة              | 400 متر رجال C3-4                    | الولايات المتحدة (USA) | دافيد لارسون 58.22 ثانية                      | روس ديفيس 59.54 ثانية                | كريستوفر ريدجواي 1:01.80         |
| 1992 برشلونة              | 800 متر رجال C3-4                    | الولايات المتحدة (USA) | دافيد لارسون 1:55.90                          | روس ديفيس 1:55.98                    | كريستوفر ريدجواي 2:06.19         |
| 1996 أتلانتا              | وثب طويل سيدات F10-11                | إسبانيا (ESP)          | ماغدالينا أمو 5.22 م                          | روزاليا لازارو 5.22 م                | بوريفيكاسيون أورتيز 5.07 م       |
| 1996 أتلانتا              | 800 متر رجال T11                     | إسبانيا (ESP)          | خوسيه أنطونيو سانشيز                          | خوسيه ساورا                          | روبين دلغادو                     |
| 2000 سيدني                | رمي الرمح رجال F58                   | مصر (EGY)              | محمود العطار 49.92 م                          | السيد موسى 41.41 م                   | هاني البحيري 40.56 م             |
| 2000 سيدني                | 200 متر سيدات T38                    | أستراليا (AUS)         | ليزا مكينتوش 28.54 ثانية                      | أليسون كوين 29.31 ثانية              | كاترينا ويب 29.84 ثانية          |
| 2008 بكين                 | رمي القرص سيدات F42-46               | الصين (CHN)            | وانغ جون 36.99 م F42 رقم قياسي عالمي          | يانغ يوي 42.38 م F44 رقم قياسي عالمي | تشنغ باوزو 33.19 م F42           |
| 2012 لندن                 | 100 متر سيدات T11                    | البرازيل (BRA)         | تريسيرا غيليرمينا 12.01 ثانية رقم قياسي عالمي | جيروسا غيبر 12.75 ثانية              | جوليا سانتوس 12.76 ثانية         |
| 2012 لندن                 | دفع الجلة رجال F32-33                | الجزائر (ALG)          | كمال كارجينا 12.14 م                          | كريم بيتينا 10.37 م                  | منير بكيري 9.49 م                |
| 2016 ريو                  | 1500 متر سيدات T54                   | الولايات المتحدة (USA) | تاتيانا مكفادين 3:22.50                       | تشيلسي مكلامر 3:22.61                | أماندا مكغروي 3:22.67            |
| 2016 ريو                  | 5000 متر سيدات T54                   | الولايات المتحدة (USA) | تاتيانا مكفادين 11:54.07                      | تشيلسي مكلامر 11:54.33               | أماندا مكغروي 11:54.34           |
| 2020 طوكيو                | 100 متر سيدات T63                    | إيطاليا (ITA)          | أمبرا ساباتيني 14.11 ثانية رقم قياسي عالمي    | مارتينا كايروني 14.46 ثانية          | مونيكا كونترفاتو 14.73 ثانية     |
| 2024 باريس                | 100 متر سيدات T64                    | هولندا (NED)           | فلور يونغ 12.64 ثانية                         | كيمبرلي ألكيماد 12.70 ثانية          | مارلين فان غانسوينكل 12.72 ثانية |

## ركوب الدراجات
| دورة الألعاب البارالمبية | الحدث                       | البلد                | ذهبية                               | فضية                | برونزية                          |
| ------------------------ | --------------------------- | -------------------- | ----------------------------------- | ------------------- | -------------------------------- |
| 1988 سول                 | 1500 متر دراجات رجال C5–6   | كوريا الجنوبية (KOR) | دو غيول كواك                        | جونغ كيل كيم        | جونغ ييول لي                     |
| 1988 سول                 | 3000 متر دراجات رجال C5–6/8 | كوريا الجنوبية (KOR) | جونغ كيل كيم                        | دو غيول كواك        | جونغ ييول لي                     |
| 2004 أثينا               | 1500 متر دراجات رجال C5–6   | الصين (CHN)          | تشو جو فانغ 1:15.49 رقم قياسي عالمي | آن فينغ جين 1:17.71 | تانغ تشي 1:18.39 رقم قياسي عالمي |

## البولينج العشبي
| دورة الألعاب البارالمبية  | الحدث                   | البلد                 | ذهبية     | فضية        | برونزية     |
| ------------------------- | ----------------------- | --------------------- | --------- | ----------- | ----------- |
| 1984 ستوك ماندفيل/نيويورك | فردي رجال رباعي الأطراف | بريطانيا العظمى (GBR) | ك. إليسون | إيزابيل بار | تومي تايلور |
| 1996 أتلانتا              | فردي رجال LB7/8         | بريطانيا العظمى (GBR) | آلان لاين | جورج رايت   | كيث برينتون |

## السباق الثلاثي البارالمبي
| دورة الألعاب البارالمبية | الحدث     | البلد                  | ذهبية      | فضية             | برونزية        |
| ------------------------ | --------- | ---------------------- | ---------- | ---------------- | -------------- |
| 2016 ريو                 | سيدات PT2 | الولايات المتحدة (USA) | أليسا سيلي | هايلي دانيشيفيتش | ميليسا ستوكويل |

## السنوكر
| دورة الألعاب البارالمبية  | الحدث              | البلد                 | ذهبية      | فضية      | برونزية     |
| ------------------------- | ------------------ | --------------------- | ---------- | --------- | ----------- |
| 1984 ستوك ماندفيل/نيويورك | رجال رباعي الأطراف | بريطانيا العظمى (GBR) | بي. هاسلام | ك. إليسون | تومي تايلور |

## السباحة
| دورة الألعاب البارالمبية  | الحدث                                       | البلد                  | ذهبية                                    | فضية                      | برونزية                      |
| ------------------------- | ------------------------------------------- | ---------------------- | ---------------------------------------- | ------------------------- | ---------------------------- |
| 1960 روما                 | 25 متر حرة للرجال تصنيف 2 غير مكتمل         | إيطاليا (ITA)          | رينزو روغو 25.60 ثانية                   | غريمالدي 30.20 ثانية      | أوتافيو موسكوني 30.40 ثانية  |
| 1960 روما                 | 25 متر صدر للرجال تصنيف 2 غير مكتمل         | إيطاليا (ITA)          | رينزو روغو 35.90 ثانية                   | غريمالدي 36.00 ثانية      | أوتافيو موسكوني 36.70 ثانية  |
| 1960 روما                 | 25 متر ظهر سيدات تصنيف 4 للناشئين غير مكتمل | النرويج (NOR)          | ريكليف 28.10 ثانية                       | ميرهايم 29.40 ثانية       | فاغروم 30.70 ثانية           |
| 1964 طوكيو                | 50 متر صدر سيدات تصنيف خاص                  | الأرجنتين (ARG)        | سيلفيا كوتشيتي 1:08.10                   | إستيلا فالوكو 1:36.00     | أميليا مير 2:07.90           |
| 1964 طوكيو                | 50 متر حرة استلقاء سيدات تصنيف خاص          | الأرجنتين (ARG)        | سيلفيا كوتشيتي 46.70 ثانية               | إستيلا فالوكو 1:04.40     | أميليا مير 1:05.40           |
| 1964 طوكيو                | 50 متر حرة ظهر سيدات تصنيف خاص              | الأرجنتين (ARG)        | سيلفيا كوتشيتي 1:05.70                   | إستيلا فالوكو 1:17.90     | أميليا مير 1:20.20           |
| 1976 تورونتو              | 100 متر ظهر سيدات 5                         | هولندا (NED)           | ماريجك رويتر 1:21.76                     | ريكي أدياروف 1:33.53      | جان باكس-دي باكر 1:36.35     |
| 1980 آرنهم                | 100 متر ظهر رجال E                          | هولندا (NED)           | إم. كيرس 1:18.94                         | أندريه فان بويتن 1:19.74  | بي. كوبمان 1:24.51           |
| 1980 آرنهم                | 100 متر ظهر سيدات B                         | الولايات المتحدة (USA) | تريشا زورن 1:11.80                       | ماري فان لير 1:18.87      | ميسي آكنز 1:21.30            |
| 1980 آرنهم                | 4x50 متر فردي متنوع سيدات B                 | الولايات المتحدة (USA) | تريشا زورن                               | ميسي آكنز                 | ماري فان لير                 |
| 1984 ستوك ماندفيل/نيويورك | 50 متر صدر سيدات B3                         | الولايات المتحدة (USA) | ماري فان لير 43.46 ثانية                 | تونيا ماكهيو 45.00 ثانية  | كريستي ساتر فيلد 54.68 ثانية |
| 1984 ستوك ماندفيل/نيويورك | 100 متر ظهر سيدات B3                        | الولايات المتحدة (USA) | باربارا أيلر 1:20.15                     | كاثي شميت 1:20.97         | ماري فان لير 1:22.60         |
| 1984 ستوك ماندفيل/نيويورك | 400 متر صدر سيدات B3                        | الولايات المتحدة (USA) | كاثي شميت 6:55.13                        | لوري جونسون 7:06.28       | ماري فان لير 7:19.34         |
| 1992                      | 50 متر حرة رجال S2                          | بريطانيا العظمى (GBR)  | بيتر هال 1:09.28                         | جيمس أندرسون 1:20.44      | آلان ماكغريغور 1:25.71       |
| 1992                      | 100 متر حرة رجال S2                         | بريطانيا العظمى (GBR)  | بيتر هال 2:26.30                         | جيمس أندرسون 2:56.56      | آلان ماكغريغور 3:02.93       |
| 1992                      | 400 متر حرة سيدات B2–3                      | الولايات المتحدة (USA) | إليزابيث سكوت                            | تريشا زورن                | هايدي شيتر                   |
| 1992                      | 100 متر صدر سيدات SB6-7                     | ألمانيا (GER)          | بريتّا سيغيرس 1:44.47                     | هايدي كوب 1:49.82         | بياته شريتسمان 1:50.55       |
| 2008                      | 100 متر فراشة سيدات S13                     | كندا (CAN)             | فاليري غراند ميزون 1:06.49               | كيربي كوت 1:06.62         | تشيلسي غوتيل 1:06.93         |
| 2008                      | 200 متر فردي متنوع SM13 سيدات               | كندا (CAN)             | تشيلسي غوتيل 1:13.46                     | كيربي كوت 1:13.71         | فاليري غراند ميزون 1:16.98   |
| 2016                      | 50 متر صدر رجال SB2                         | الصين (CHN)            | وينبان هوانغ 50.65 ثانية رقم قياسي عالمي | تينغشين لي 51.78 ثانية    | تشاوفن هوانغ 54.29 ثانية     |
| 2016                      | 50 متر فراشة رجال S6                        | الصين (CHN)            | شو تشينغ 29.89 ثانية رقم قياسي عالمي     | تشنغ تاو 29.93 ثانية      | ليتشاو وانغ 30.95 ثانية      |
| 2016                      | 100 متر فراشة رجال S8                       | الصين (CHN)            | ماودانغ سونغ 59.19 ثانية رقم قياسي عالمي | هاي جياو شو 1:00.08       | غوانغ لونغ يانغ 1:01.18      |
| 2016                      | 200 متر فردي متنوع SM10 رجال                | أوكرانيا (UKR)         | دينيس دوبروف 2:06.87 رقم قياسي عالمي     | ماكسيم كريباك 2:08.10     | دميترو فانزينكو 2:10.48      |
| 2020                      | 50 متر فراشة رجال S5                        | الصين (CHN)            | تشنغ تاو 30.62 ثانية رقم قياسي عالمي     | وانغ ليتشاو 31.81 ثانية   | يوان ويي 32.00 ثانية         |
| 2020                      | 50 متر ظهر رجال S5                          | الصين (CHN)            | تشنغ تاو 31.42 ثانية رقم قياسي عالمي     | روان جينغسونغ 32.97 ثانية | وانغ ليتشاو 33.38 ثانية      |
| 2020                      | 50 متر حرة رجال S5                          | الصين (CHN)            | تشنغ تاو 30.31 ثانية رقم قياسي بارالمبي  | يوان ويي 31.11 ثانية      | وانغ ليتشاو 31.35 ثانية      |
| 2020                      | 100 متر ظهر سيدات S11                       | الصين (CHN)            | كاي ليفن 1:13.46 رقم قياسي عالمي         | وانغ شين يي 1:13.71       | لي غويزي 1:16.98             |
| 2024                      | 50 متر ظهر رجال S5                          | الصين (CHN)            | يوان ويي 32.47 ثانية                     | غاو جينتشنغ 33.02 ثانية   | وانغ ليتشاو 33.06 ثانية      |
| 2024                      | 50 متر ظهر سيدات S5                         | الصين (CHN)            | لو دونغ 37.51 ثانية                      | هي شينغاو 39.93 ثانية     | ليو يو 42.37 ثانية           |
| 2024                      | 50 متر حرة رجال S5                          | الصين (CHN)            | غاو جينتشنغ 29.33 ثانية رقم قياسي عالمي  | يوان ويي 30.80 ثانية      | وانغ ليتشاو 31.23 ثانية      |
| 2024                      | 50 متر فراشة رجال S5                        | الصين (CHN)            | غاو جينتشنغ 30.28 ثانية رقم قياسي عالمي  | يوان ويي 30.71 ثانية      | وانغ ليتشاو 30.89 ثانية      |
| 2024                      | 200 متر فردي متنوع SM5 سيدات                | الصين (CHN)            | هي شينغاو 3:17.99                        | لو دونغ 3:18.47           | تشنغ جياو 3:26.33            |

## تنس الطاولة
| دورة الألعاب البارالمبية | الحدث         | البلد                 | ذهبية        | فضية       | برونزية       |
| ------------------------ | ------------- | --------------------- | ------------ | ---------- | ------------- |
| 1988 سول                 | فردي رجال TT3 | ألمانيا الغربية (FRG) | توماس كورفيس | راينر شميت | ستيفان ويلتنغ |

## تنس الكراسي المتحركة
| دورة الألعاب البارالمبية | الحدث          | البلد        | ذهبية       | فضية                     | برونزية             |
| ------------------------ | -------------- | ------------ | ----------- | ------------------------ | ------------------- |
| 1996 أتلانتا             | فردي سيدات TT3 | هولندا (NED) | مايك سميت   | مونيك كالكمان-فان دن بوش | شانتال فانديريندونك |
| 2000 سيدني               | فردي سيدات     | هولندا (NED) | إستر فيرغيه | شارون والرافن            | مايك سميت           |
| 2012 لندن                | فردي سيدات     | هولندا (NED) | إستر فيرغيه | أنييك فان كوت            | جيسكي غريفون        |

## مبارزة الكراسي المتحركة
| دورة الألعاب البارالمبية | الحدث                   | البلد         | ذهبية                        | فضية                           | برونزية                    |
| ------------------------ | ----------------------- | ------------- | ---------------------------- | ------------------------------ | -------------------------- |
| 1960 روما                | فردي سيف المبارزة رجال  | إيطاليا (ITA) | أوريليو تيدوني               | فرانكو روسي                    | جوفاني فيراري              |
| 1960 روما                | فرق سيف المبارزة رجال   | إيطاليا (ITA) | جوفاني فيراري أوريليو تيدوني | أوتافيو موسكوني أرولدو روشيوني | جوفاني بيرغيلا فرانكو روسي |
| 1960 روما                | فردي سيف المبارزة سيدات | إيطاليا (ITA) | آنا ماريا توسو               | ماريا سكوتي                    | آنا ماريا غالمبرتي         |
| 1968 تل أبيب             | فردي سيف الشيش رجال     | إيطاليا (ITA) | روبرتو مارسون                | فيتوريو لوي                    | جوليانو كوتن               |
| 1992 برشلونة             | سيف الشيش رجال 3-4      | فرنسا (FRA)   | آرثر بيلانس                  | إيفون باكو                     | روبرت سيترني               |
| 1996 أتلانتا             | فردي سيف الشيش سيدات A  | فرنسا (FRA)   | جوزيت بورغين                 | صوفي بلجودير-باراليتشي         | باتريسيا بيكو              |

## ملخص
| البلد            | عدد اكتساحات منصات التتويج |
| ---------------- | -------------------------- |
| الولايات المتحدة | 19                         |
| الصين            | 9                          |
| إيطاليا          | 8                          |
| بريطانيا         | 7                          |
| ألمانيا الغربية  | 6                          |
| هولندا           | 5                          |
| كندا             | 4                          |
| كوريا الجنوبية   | 3                          |
| الأرجنتين        | 3                          |
| فرنسا            | 2                          |
| إسبانيا          | 2                          |
| اليابان          | 2                          |
| إسرائيل          | 1                          |
| ألمانيا          | 1                          |
| مصر              | 1                          |
| أستراليا         | 1                          |
| روسيا            | 1                          |
| البرازيل         | 1                          |
| الجزائر          | 1                          |
| أوكرانيا         | 1                          |
| النرويج          | 1                          |